# Popis astronomskih kataloga
Astronomski katalog je popis ili tablični prikaz nebeskih tijela, obično grupiranih na osnovi zajedničkog svojstva, građe, podrijetla, sredstvima kojima su otkriveni ili metodom kojom su otkriveni. Astronomski katalozi obično su rezultat nekog astronomskog mapiranja.

## 0–9
- 0ES — Einstein Slew Survey, version 0[1]
- 1A, 2A, 3A — Lists of X-ray sources from the Ariel V satellite[2]
- 1C — First Cambridge Catalogue of Radio Sources
- 1ES — Einstein Slew Survey[1][3]
- 1FGL, 2FGL[4] — Lists of gamma-ray sources from the Large Area Telescope on-board the Fermi Gamma-ray Space Telescope
- 1RXH — ROSAT HRI Pointed Observations
- 1RXS — ROSAT All-Sky Bright Source Catalogue, ROSAT All-Sky Survey Faint Source Catalog
- 1SWASP — SuperWASP
- 1ZW
- 2A — vidi 1A
- 2C — Second Cambridge Catalogue of Radio Sources
- 2E — The Einstein Observatory Soft X-ray Source List
- 2MASS — Two Micron All Sky Survey
  - 2MASP — Two Micron All Sky Survey, Prototype
  - 2MASSI — Two Micron All Sky Survey, Incremental release
  - 2MASSW — Two Micron All Sky Survey, Working database
  - 2MUCD — Ultracool Dwarfs from the 2MASS Catalog
  - 2MASX -  2MASS Extended Catalog[5]
  - 2MASXi - 2 Micron All Sky Survey eXtended sources - Incremental release
  - 2MFGC - 2MASS Flat Galaxy Catalogue
- 2ZW
- 3A — vidi 1A
- 3C (and 3CR) — Third Cambridge Catalogue of Radio Sources (and revised)
- 3ZW
- 4C — Fourth Cambridge Survey of celestial radio sources
- 4ZW
- 5C — Fifth Cambridge Survey of Radio Sources
- 6C — Sixth Cambridge Survey of radio sources
- 6dF - Galaktički pregled 6dF (eng. 6 degree Field Galaxy Survey)
  - 6dFGSv - 6 degree Field Galaxy Survey: Fundamental Plane
- 7C — Seventh Cambridge Survey
- 7ZW
- 8C — Eighth Cambridge Survey[6][7]
- 8pc — 8 parsec listing, all stars within 8 parsec
- 8ZW
- 9C — Ninth Cambridge survey at 15GHz
- 10C - Tenth Cambridge survey at 16GHz

## A
- A
- A - Second Reference Catalogue of Bright Galaxies[8]
- Abell — Abell catalogue
- AC — Astrographic Catalogue
- ADS — Aitkenov katalog dvostrukih zvijezda (eng. Aitken Double Star Catalogue)
- Ag -[8]
- AG, AGK, AGKR — Astronomische Gesellschaft Katalog
- AKARI - bivši ASTRO-F odnosno IRIS - InfraRed Imaging Surveyor
  - AKARI MIR - AKARI Mid-InfraRed sources
  - AKARI-FIS-V1 - AKARI Far-Infrared Survey - version 1
  - AKARI-IRC-V1 - AKARI InfraRed Catalog - version 1
- Akn - Galaktike visoka površinskog sjaja (Arakeljanove galaktike),[9] također ARAK (Arakeljan, 1975.)[10]
- ALS — UBV beta database for Case-Hamburg Northern and Southern Luminous Stars[11]
- AM - kratica prema autorima (A)rpu i (M)adoreu. Katalog južnih neobičnih galaktika i asocijacija (engleski izvornik Catalogue of Southern Peculiar Galaxies and Associations)[12][13]
- APM — Automatic Plate Measuring machine
- APMUKS (BJ) - Automated Plate Measurement United Kingdom Schmidt (B_J_)
- ARK - Arakelian Emission Line Objects
- Arp — Atlas neobičnih galaktika
- ASCC — N.V. Kharchenko, All-Sky Compiled Catalogue, Kinematika Fiz. Nebesn. Tel., 17, part no 5, 409 (2001), preferirati [ KPR2005 ][14]
- ASK - Automatic Spectroscopic K-means-based classification
- Au (List of new nebulae, autor Auwers)[15]

## B
- B — E. E. Barnard's List of Dark Nebulae
- BAC — Bordeaux Astrographic Catalog
- BAY — Uranometria (Bayerova designacija)
- BCVS — Bibliographic Catalogue of Variable Stars
- Be -[8]
- BD — Bonner Durchmusterung
- BDS — Burnham Double Star Catalogue
- Be — Berkeley open cluster list (104 items)
- BEN — Jack Bennett Catalog, Bennett
- Birr Castle Observations (Parsonsov iz 1861. i Dreyerov iz 1880.)[15]
- Bode
- BPM / L — Bruce Proper Motion Survey (Luyten)
- BRI — Bj, R, I survey

## C
- C — Caldwellov katalog (Caldwell catalogue), Caldwell
- CC - Cape catalogue, vidi h[15]
- CCDM — Catalog of Components of Double and Multiple Stars
- CCO — Catalogue of Cometary Orbits
- CCS — General Catalogue of Cool Carbon Stars
  - CCS2 — General Catalog of S Stars, second edition
- CD / CoD — Cordoba Durchmusterung
- CDIMP — Catalogue of Discoveries and Identifications of Minor Planets
- Ced CED  (Cederblad): Katalog svijetlih difuznih galaktičkih maglica (Catalog of bright diffuse Galactic nebulae, 1946.)[16]
- CEL — Celescope Catalogue of Ultraviolet Magnitudes[17]
- CGO — Catalogue of Galactic O Stars[18]
- CGCG - ZWG
- CH
- CGSS — Catalogue of Galactic S Stars
- CIO — Catalog of Infrared Observations
- Cl Collinder
- Cl Mrk
- CMC — Carlsberg Meridian Catalogue
- CN - Catalogue of Nebulae and Clusters of Stars, Katalog maglica i skupova zvijezda
- COCD, vidi KPR2004b
- Col — Collinder catalog
- CoRoT — CoRoT Catalogue
  - CoRoT-Exo — CoRoT Catalogue
- CPC — Cape Photographic Catalogue[19]
- CPD — Cape Photographic Durchmusterung
- Cr - Collinderov katalog
- CS
- CSI — Catalog of Stellar Identifications[20]
- CSV — Catalog of Suspected Variables
- CSS — General Catalogue of S Stars
- CTB

## D
- DA — Dominion Observatory List A[21]
- DCld — A catalogue of southern dark clouds[22]
- DDO -  David Dunlap Observatory[8]
- deCh
- DeHt - Dengel-Hartl (planetne maglice)
- Dem - Ercole Dembowski (dvostruke zvijezde)
- DENIS — Deep Near Infrared Survey
  - DENIS-P — Deep Near Infrared Survey, Provisory designation
- DG
- Dju - P.Djurkovic (dvostruke zvijezde)
- DM — Durchmusterung
  - BD — Bonner Durchmusterung
  - CD / CoD — Cordoba Durchmusterung
  - CPD — Cape Photographic Durchmusterung
- DN -[8]
- Do - Dolidze (otvoreni zvjezdani skupovi)
- DO — Dearborn Observatory
- DoDz - Dolidze-Dzimselejsvili open clusters catalogue (11 items)
- Dolidze - Dolidze clusters list (57 items)
- Dun - katalog Jamesa Dunlopa iz 1826., Dunlop
- DRCG

## E
- EC — Edinburgh-Cape Blue Object Survey
- EGGR — Eggen-Greenstein proper motion star
- EMP — Ephemerides of Minor Planets
- ESO — European Southern Observatory Catalog, * Ag -[8]

## F
- Fa -[8]
- FAIR
- FCC — Fornax Cluster Catalogue
- FGC - Flat Galaxy Catalogue[23] i RFGC (Revised Flat Galaxy Catalogue)[24]
- FIRST - Faint Images of the Radio Sky at Twenty-cm[6][25]
- FK4 — Fourth Fundamental Catalogue
- FK5 — Fifth Fundamental Catalogue
- FLM — Historia coelestis Britannica (Flamsteed designation)
- FSC — Faint Source Catalogue

## G
- G — Lowell Proper Motion Survey (Giclas)
  - GD — Lowell Proper Motion Survey (Giclas dwarf)
  - GR* — Lowell Proper Motion Survey (Giclas red star)
  - HG — Lowell Proper Motion Survey (Giclas Hyades)
- GALEXASC - GALaxy Evolution eXplorer All-Sky Survey Source Catalog
- GALEXMSC - GALaxy Evolution eXplorer Medium Imaging Survey Catalog
- GB6 - The Green Bank Catalog of Radio Sources[6][26]
- GC — Opći katalog maglica i skupova (General Catalogue of Nebulae and Clusters)
- GC (Boss) — Bossov Opći katalog (Boss general catalogue) 33.342 zvijezde
- GCL -
- GCRV — General Catalogue of Stellar Radial Velocities[27]
- GCS - GC Supplement, vidi GC (autor Dreyer)[15]
- GCTP — General Catalogue of Trigonometric Parallaxes
- GCVS — General Catalog of Variable Stars; rus. ОКПЗ - Общий каталог переменных звёзд, izdaje ga moskovski Državni astronomski institut imena Pavla Karloviča Šternberga (GAIŠ) i moskovski Institut astronomije Ruske akademije znanosti (INASAN, bivši Astrosovjet)
- Gl / GJ — Gliese–Jahreiß Catalogue, Gliese–Jahreißov katalog, Glieseov katalog
- GOS — Galactic O Star Catalogue[28]
  - GOSSS — Galactic O-Star Spectroscopic Survey[28]
- GSC — Guide Star Catalog
  - GSC2 / GSC II — Guide Star Catalog II
- GSPC — Guide Star Photometric Catalog
  - GSPC2 — Guide Star Photometric Catalog, 2nd
- Gum - Gumov katalog (Gum catalog) emisijskih maglica na južnom nebu Colina Stanleya Guma

## H
- h (Slough catalogue 1833. i Cape catalogue 1847.)[15]
- H (Three catalogues)[15]
- HARO
- HD — Katalog Henryja Drapera (Henry Draper Catalogue)
- HCG — Hickson Compact Group
- HDE — Henry Draper Extension
- [HDL96] - Hoffman+Dickey+Lu galaxies[29]
- HE — Hamburg/ESO Survey
- Hen — Henize Catalogues of Hα-Emission Stars and Nebulae in the Magellanic Clouds
- HIC — Hipparcos Input Catalogue
- HIP — Hipparchosov katalog
- HIPASS — HI Parkes All-Sky Survey
- HR — Bright Star Catalogue (Harvard Revised Catalogue)

## I
- IC — Indeksni katalog(Index Catalogue)[8]
  - IC I — Index Catalogue I
  - IC II — Index Catalogue II
- IDS — Index Catalogue of Visual Double Stars
- IGR — Integral Gamma-Ray source
- IRAS — Infrared Astronomical Satellite
  - Infrared Astronomical Satellite Asteroid and Comet Survey
  - IRAS - Infrared Astronomy Satellite Point Source Catalogue
  - IRAS F - Infrared Astronomy Satellite Faint Source Catalogue
  - IRAS R - Infrared Astronomy Satellite Faint Source Reject Catalogue
  - IRAS Z - Infrared Astronomy Satellite Reject Source Catalogue
  - IRAS-L - IRAS - Leiden processing
  - IRAS-S - IRAS - Serendipity Survey processing
  - IMPS - IRAS Minor Planet Survey
- IRS — International Reference Star
- ISOSS - Infrared Space Observatory Sky Survey

## J
- J — Robert Jonckheere's catalogue of double star observations (see  for an article about it)
- JW — Jones' & Walker's list of stars near the Orion Nebula.

## K
- Ka -[8]
- Katalog heller Quasare und BL Lacertae Objekte[15]
- Katalog der Galaxiengruppen[15]
- KARA
- KAZ
- K2 - K2 (Kepler extended mission) catalog
- KDWG
- Kepler — Kepler catalog
- KIC — Kepler Input Catalog
- KGZ — Catalogue de Zimmerman
- Ko -[8]
- KOI — Kepler Object of Interest
- KPG - Catalog of Pairs (KCPG, Karachentsev, Catalog of Pairs of G)[30]
- [ KPR2004b ] - Catalogue of Open Cluster Data, Kharchenko+Piskunov+Roesser+, 2004[31]
- [ KPR2005 ] - ASCC (All-Sky Compiled Catalogue), Kharchenko+Piskunov+Roesser+, 2005
- KUV — Kiso observatory, UV-excess object; KUG - Kiso Ultraviolet Galaxy Catalogue[32][33][34]

## L
- L / BPM — Bruce Proper Motion Survey (Luyten)
- Lac — Catalog of Nebulae of the Southern Sky (Lacaille)
  - Lac I — Nebulae
  - Lac II — Nebulous Star Clusters
  - Lac III — Nebulous Stars, Lacaille III
- LBN — Lynds' Catalogue of Bright Nebulae
- LCDE - Low-density-contrast groups - Erratum version[35]
- LDN — Lynds' Catalogue of Dark Nebulae
- LDS — Luyten Double Star catalogue
- LEDA — Lyon-Meudon Extragalactic Database, Lyon Extragalactic DAtabase
- LFT — Luyten Five-Tenths catalogue
- LHS — Luyten Half-Second catalogue
- LIRAS - Local Cluster Substructure Survey IR AGN Survey
- LMH
- Lo -[8]
- LP — Luyten-Palomar Survey
- LPM — Luyten Proper-Motion Catalogue
- LS — jedan od dvaju kataloga "Luminous Stars"; vidi LSN i LSS, ispod
- LSN — Luminous Stars in the Northern Milky Way
- LSPM — LSPM catalog - Lépine-Shara Proper Motion catalog
- LSR — Lepine-Shara-Rich catalogue
- LSS — Luminous Stars in the Southern Milky Way
- LT
- LTT — Luyten Two-Tenths catalogue
- Lu -[8]
- Lund

## M
- M — Catalog of Nebulae and Star Clusters (Messierov katalog)
- MACHO — MACHO Project lensing events (Massive Compact Halo Object)
  - MACHO-LMC — MACHO Project Large Magellanic Cloud Microlensing
  - MACHO-SML — MACHO Project Small Magellanic Cloud Microlensing
- MBG
- MC -[8]
- McC — McCormick Observatory Catalog
- MCG — Morfološki katalog galaktika (Morphological Catalogue of Galaxies)[8]
- MCW — Morgan, Code, and Whitford[36]
- Mel - Melotte Catalogue of Deep Sky Objects, Melotteov katalog objekata dubokog neba
- MK
- MM
- MPC — Minor Planet Circulars contain astrometric observations, orbits and ephemerides of both minor planets and comets
- MRK - Markarjanovi objekti, Markaryan objects
- MSH — Mills, Slee, Hill - Catalog of Radio Sources
- MW — Mandel-Wilson Catalogue of Unexplored Nebulae, nije još u SIMBAD-u
- [MWR99] - Muller+Wegner+Raychaudhury galaxies

## N
- N30 — Catalog of 5,268 Standard Stars Based on the Normal System N30[37]
- NGC — Novi opći katalog (New General Catalogue)
- NHICAT — Northern HIPASS Catalog
- NLTT — New Luyten Two-Tenths Catalogue
- NOMAD — The Naval Observatory Merged Astrometric Dataset (NOMAD)   Arhivirana inačica izvorne stranice od 13. veljače 2013. (Wayback Machine)
- NPM
  - NPM1 - Northern Proper Motion, 1st part,[38][39] NPM1G - Northern Proper Motion, 1st part, Galaxies (Lick Northern Proper Motion program, first list of galaxies)[40]
  - NPM2 - Northern Proper Motion, 2nd part[41]
- NRL
- NStars — Nearby Stars Database
- NSA - NASA-Sloan Atlas
- NSV — New Catalogue of Suspected Variable Stars
- NVSS - NRAO VLA Sky Survey

## O
- OCISM
- OCL
- OGLE — Optical Gravitational Lensing Experiment
- OSS — Ohio Sky Survey

## P
- PGC — Katalog glavnih galaksija (Principal Galaxies Catalogue)
- PHL — Palomar-Haro-Luyten catalogue[1]
- PK — Katalog galaktičkih planetnih maglica (Catalogue of Galactic Planetary Nebulae) (Perek-Kohoutek)[2]
- PKS -[2]
- PLX — General Catalogue of Trigonometric Stellar Parallaxes and Supplement (Jenkins, Yale University)
- PMC — Tokyo Photoelectric Meridian Circle Catalog[3]
- PMN - Parkes-MIT-NRAO[4][5]
- PN — vidi PNG[6]
- PNG — Strasbourg-ESO Catalogue of Galactic Planetary Nebulae[7]
- PPM — Positions and Proper Motions Star Catalogues
- PRC - Polar-Ring Catalog[8][9]
- PSR

## Q
- QSO — Revised and Updated Catalog of Quasi-stellar Objects

## R
- R -[2]
- Raab
- RAFGL - Revised Air Force Geophysical Laboratory (four color infrared sky survey)
- RC — Reference Catalogue
  - RC2 — Reference Catalogue, 2nd edition
  - RC3 — Reference Catalogue, 3rd edition
- RCW — (Rodgers, Campbell, Whiteoak)RCW Catalogue (A catalogue of Hα-emission regions in the southern Milky Way)
- RECONS — Research Consortium on Nearby Stars
- Revised New General and Index Catalogue[10]
- RNGC — Revidirani Novi opći katalog (Revised New General Catalogue)
- Ross — Ross Catalogue of New Proper Motion Stars
- ROT — Catalogue of Rotational Velocities of the Stars[11]
- RSA — Revised Shapley-Ames Catalogue
- RST — Catalogue of southern double stars (Rossiter)
- RX — ROSAT observations

## S
- SACS — Second Astrolabe Catalogue of Santiago[12]
- SAO — Smithsonian Astrophysical Observatory Star Catalog
- SCM — Schwarz, Corradi, Melnick catalogue.[13][14]
- SCR — SuperCOSMOS-RECONS
- SDSS — Sloan Digital Sky Survey
  - SDSS CE - Sloan Digital Sky Survey Cut-and-Enhance method clusters
  - SDSS-C4 - Sloan Digital Sky Survey C4 Cluster Catalog
  - SDSSp — Sloan Digital Sky Survey, provisory
  - 1SDSS — Sloan Digital Sky Survey, 1st release
  - 2SDSS — reserved by the Sloan Digital Sky Survey for future release.  The name is reserved to the IAU, but does not exist yet.
  - 3SDSS — reserved by the Sloan Digital Sky Survey for future release.  The name is reserved to the IAU, but does not exist yet.
- SIP - SDSS Isolated Galaxy Pair
- Se - Atlas de Galaxias Australes, autor José Luis Sersic (Sersicev zakon)[2]
- SGC - Katalog južnih kataloga (Southern Galaxy Catalogue)
- Sh — Sharplessov katalog (Sharpless catalog) (Sh 1 (1953) & Sh 2(1959))
- SIMP — Sondage Infrarouge de Mouvement Propre
- SIPS — Southern Infrared Proper Motion Survey
- Slough catalogue, vidi h[10]
- [SLK2004] - Stickel+Lemke+Klaas
- SMSS - Sydney University/Molonglo Sky Survey[4][15]
- SN (Siderum Nebulosorum, autor d'Arrest)[10]
- SPF2 — Second Cat of Fundamental Stars
- SPF3 — Third Santiago-Pulkovo Fundamental Star Catalogue
- SPOCS — Spectroscopic Properties of Cool Stars
- SRS — Southern Reference Star Catalog
- SS -[2]
- SSSPM — SuperCOSMOS Sky Survey
- SSTc2d — Svemirski teleskop Spitzer (Spitzer Space Telescope) c2d Legacy Source
- STF — Struve Stariji dvostruka zvijezda
- otvoreni skupovi Stock — Stock otvoreni skupovi (Stock 1 i 2 u,[16] Stock 3 to 23 in,[17] Stock 24 in[18])
- Struve

## T
- TAC — Twin Astrograph Catalog
- TD1 — Catalogue of stellar UV fluxes (TD1 satellite)
- TIC — Tycho Input Catalog
- TOL
- To - Tololo/Curtis Schmidt Survey[2]
- Tr - Trumplerov katalog
- TrES — Trans-Atlantic Exoplanet Survey
  - TrES-And0 — TrES ili planetni kandidat u zviježđu Andromedi
- TVLM — Tinney's Very Low Mass Catalogue
- TYC — Tycho Catalogue
  - TYC2 — Tycho-2 Catalogue
- Trumpler — Robert Julius Trumpler's open cluster list, published in Preliminary results on the distances, dimensions and space distribution of open star clusters

## U
- UBV — Photoelectric Catalogue, magnitude and color of stars in UBV (Blanco et al. 1968)
- UBV M — UBV Photoelectric Photometry Catalogue (Mermilliod 1987)
- UCAC — USNO CCD Astrograph Catalog (UCAC1, UCAC2 and UCAC3)
- UGC — Uppsalski opći katalog galaktika (Uppsala General Catalogue of Galaxies)
- UKS -[2]
- UM
- USGC - UZC/SSRS2 Group Catalog
- USNO — US Naval Observatory
  - USNO-A1.0 — US Naval Observatory, A1.0 catalogue
  - USNO-A2.0 — US Naval Observatory, A2.0 catalogue
  - USNO-B1.0 — US Naval Observatory, B1.0 catalogue
- uvby98 — uvbyβ photoelectric photometric catalogue, by B. Hauck, M. Mermilliod, Astron. Astrophys., Suppl. Ser., 129, 431-433 (1998)
- UZC - Updated Zwicky Catalog
  - UZC-BGP - Updated Zwicky Catalog-Bright Galaxy Pairs
  - UZC-CG - Updated Zwicky Catalog-Compact Group

## V
- vB — Van Biesbroeck's star catalog, variant, "VB"
- VCC — Katalog skupa Virga
- VdB, vdB — Van den Bergh (katalog odraznih maglica)[2]
- UKS -[2]
- VLSS - VLA Low-frequency Sky Survey[4][19]
- VV - Atlas i katalog međudjelujućih galaktika (eng. Atlas and Catalogue of Interacting Galaxies) Borisa Voroncova-Vel'jaminova[2]

## W
- W - Radiosource (Westerhout)
- W20 — Washington 20 Catalog
- WAS
- WASP — Wide Angle Search for Planets survey
- WASP0-TR — Wide Angle Search for Planets, Transit
- WDS — Washington Double Star Catalog
- WENSS - Westerbork Northern Sky Survey[4][20][21]
- WISEA - Wide-field Infrared Survey Explorer - ALL-SKY
- WNC — Doppelsternmessungen
- Wo — Woolley Nearby Star Catalogue
- Wolf — Catalogue of High Proper Motion Stars (Wolf)
- WR — Catalog of Galactic Wolf-Rayet stars

## X
- XBS — XMM-Newton, Bright Source
- XBSS — XMM-Newton Bright Serendipitous Survey
- XEST — XMM-Newton Extended Survey of the Taurus Molecular
  - XEST-OM — XEST, Optical/UV Monitor
- XTE — X-ray Timing Explorer

## Y
- YZ — Yale Observatory Zone Catalog

## Z
- Z — Fritz Zwicky, Katalog galaktika i galaktičkih skupova (Catalogue of galaxies and of clusters of galaxies)
- Zij
- Book of Fixed Stars
- Tables of Toledo
- Zij-i Ilkhani
- Zij-i-Sultani